# Нистерберг
Нистерберг (њем. Nisterberg) општина је у њемачкој савезној држави Рајна-Палатинат. Једно је од 119 општинских средишта округа Алтенкирхен (Вестервалд). Према процјени из 2010. у општини је живјело 416 становника. Посједује регионалну шифру (AGS) 7132079.

## Географски и демографски подаци
Нистерберг се налази у савезној држави Рајна-Палатинат у округу Алтенкирхен (Вестервалд). Општина се налази на надморској висини од 520 метара. Површина општине износи 4,5 km². У самом мјесту је, према процјени из 2010. године, живјело 416 становника. Просјечна густина становништва износи 92 становника/km².